# Heidi Horten
Heidi Goëss-Horten, geborene Jelinek, verwitwete Horten, geschiedene Charmat (* 13. Februar 1941 in Wien; † 12. Juni 2022 in Klagenfurt am Wörthersee, Kärnten), war eine österreichische „Kaufhauserbin“, Milliardärin, Mäzenin und Kunstsammlerin.

## Leben

### Herkunft und Privatleben
Heidi Jelinek, Tochter eines Wiener Graveurs, damals Sekretärin von Beruf, lernte 1959 (nach anderer Quelle 1964) in einer Bar in Velden am Wörther See den 32 Jahre älteren deutschen Unternehmer Helmut Horten kennen, der es auf der Grundlage von „Arisierungen“ während der NS-Zeit nach dem Krieg zum „Kaufhaus-König“ gebracht hatte. 1966 heirateten die beiden. Horten schenkte seiner Braut den Blauen Wittelsbacher, einen 35-Karat-Diamanten aus dem Kronjuwelenschatz Bayerns. Als ihr Mann im November 1987 starb, erbte Heidi Horten das gesamte Vermögen aus dem Erlös des noch zu Lebzeiten von Helmut Horten veräußerten Kaufhauskonzerns in Höhe von rund 1 Mrd. US-Dollar.
1994 heiratete die verwitwete Horten im Millionärsclub Lyford Cay auf den Bahamas den französischen Blumengroßhändler Jean-Marc Charmat und nahm seinen Namen an. Die Ehe wurde 1998 geschieden. Heidi Charmat nahm wieder den Namen Horten an und konnte mit der Scheidung ihr Vermögen vermehren. Danach hatte sie eine Liaison mit einem britischen Exbanker, der als Finanzberater des Medientycoons Robert Maxwell vermögend geworden war.
Ende Juni 2015 heiratete sie in dritter Ehe Karl „Kari“ Anton Goëss, den sie bereits 20 Jahre kannte.
Goëss-Horten, die die mediale Öffentlichkeit mied und nur selten Interviews gab, lebte zuletzt in ihrer schlossartigen Villa am Kärntner Wörthersee. Sie hatte weitere Wohnsitze in Wien und auf den Bahamas. 2020 erwarb sie das Schloss Thürn. Goëss-Horten beauftragte 2020 den Würzburger Historiker Peter Hoeres mit dem Gutachten über den Vermögens- und Geschäftsaufbau von Helmut Horten im Kontext der „Arisierung“ in der Zeit des „Dritten Reiches“.
Sie starb am 12. Juni 2022 im Alter von 81 Jahren in ihrem Haus am Wörthersee.

### Gesellschaftliches Engagement
Horten war ab 1971 Vizepräsidentin des Stiftungsrates der Helmut Horten Stiftung, die unter anderem mit Zuwendungen an medizinische Forschungseinrichtungen das Gesundheitswesen fördert. Sie galt als passionierter Eishockey-Fan und war Mäzenin sowie ab 2010 Ehrenpräsidentin des Klagenfurter Eishockeyvereins EC KAC. Seit 2022 trägt die Klagenfurter Stadthalle den Namen Heidi-Horten-Arena.

### Vermögen
Heidi Horten verkaufte im Jahr 2008 über Christie’s den Blauen Wittelsbacher, den sie von Helmut Horten als Hochzeitsgeschenk erhalten hatte, für 23,4 Millionen US-Dollar. Im Jahr 2011 lag sie mit einem geschätzten Vermögen von 3,2 Milliarden Dollar auf Rang 358 der Forbes-Liste. Auf der Liste der reichsten Österreicher nahm sie damit Platz 4 ein, im Jahr 2014 war sie mit 3,38 Mrd. Euro auf Platz 8 im Ranking der Zeitschrift trend. Im März 2017 wurde sie von Forbes mit 2,8 Milliarden Dollar (mehr als 3 Milliarden Anfang 2018) taxiert und rangierte auf Platz 717 der Forbes-Liste, in Österreich auf Platz 3; im Februar 2018 galt sie als reichste Österreicherin.

### Kunstsammlung
Unter Beratung ihrer Freundin und künstlerischen Vertrauten Agnes Husslein, frühere Chefin von Sotheby’s in Österreich, erweiterte Heidi Horten nach dem Tod ihres ersten Mannes die noch zu seinen Lebzeiten begonnene Kunstsammlung im Laufe der folgenden Jahrzehnte aus dem ererbten und vermehrten Vermögen.
In der von Goëss-Horten zusammengetragenen Privatsammlung, die als „eine der beeindruckendsten europäischen Privatsammlungen“ bezeichnet wurde, finden sich unter anderen Werke aus dem Fin de Siècle wie Gustav Klimts Kirche in Unterach und Egon Schieles Rote Wally, französische Impressionisten wie Edgar Degas und Pierre-Auguste Renoir sowie Bilder der „Superstars“ des deutschen Expressionismus und von Klassikern der Moderne bis hin zur zeitgenössischen Kunst.
Bei einer Auktion im Jahr 1996 in London gelang es ihr, anonym rund 30 Gemälde auf einen Schlag zu ersteigern. Darunter waren „Säulenheilige der Kunst“ wie Pablo Picasso und Lucian Freud. In den Medien gab es lebhafte Spekulationen über die Identität des Käufers; Vermutungen reichten vom Drogenbaron bis zum Mafiaboss.
Während Horten zunächst nur im Verborgenen agierte, auch wenn sie einzelne Bilder ihrer Sammlung an Museen verlieh, wurde erstmals im Jahr 2018, einem lang gehegten Wunsch der Sammlerin folgend, ein mehr als 150 Werke umfassender Teil ihrer Sammlung unter dem Titel WOW! The Heidi Horten Collection im Wiener Leopold Museum gezeigt. Kuratiert wurde die Ausstellung von Agnes Husslein.

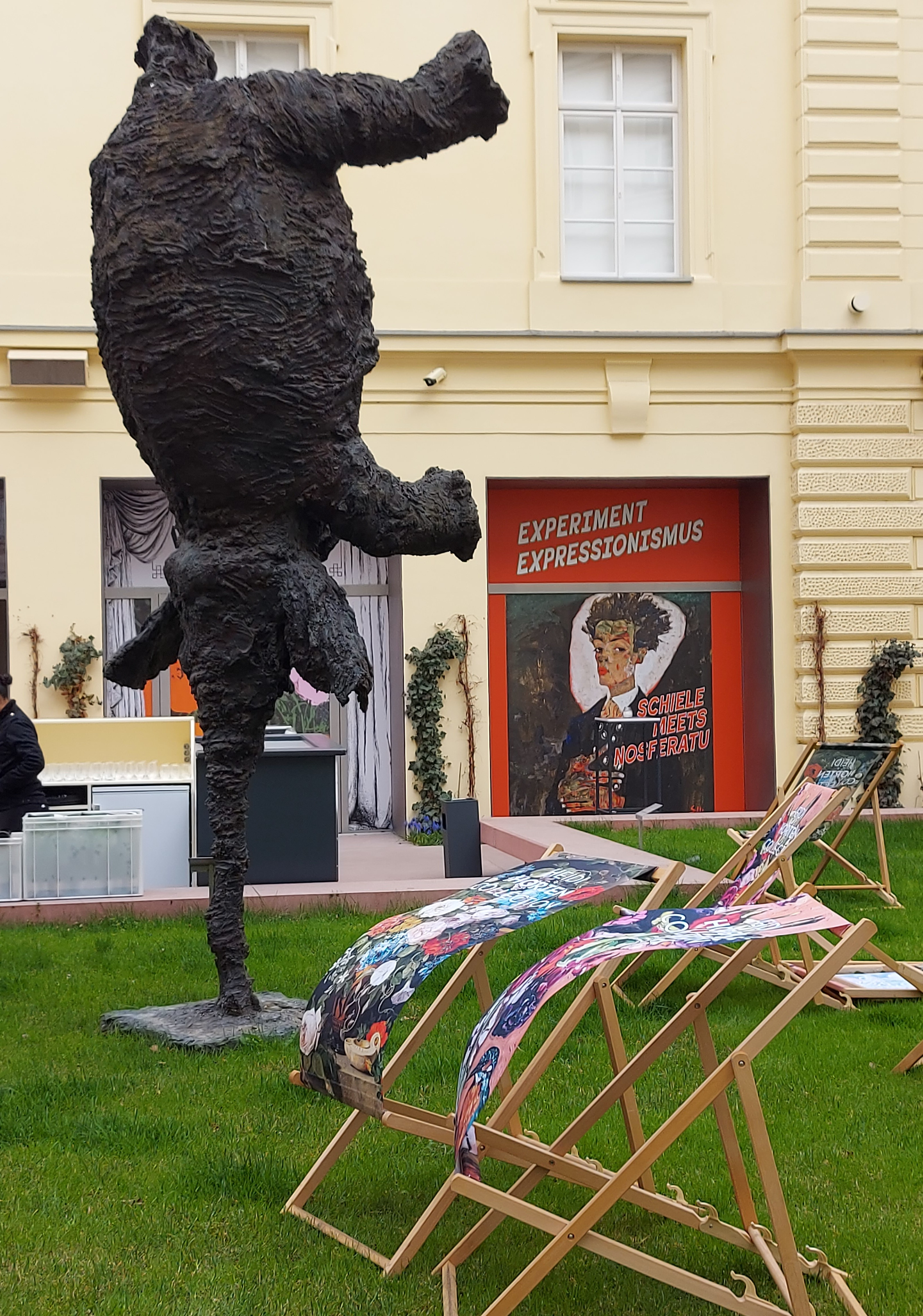
Heidi Horten Collection im Hanuschhof

Am 3. Juni 2022, nur wenige Tage vor ihrem Tod, wurde im Hanuschhof in der Goethegasse im 1. Wiener Gemeindebezirk, der Inneren Stadt, die Heidi Horten Collection unter Direktorin Agnes Husslein eröffnet. Die Ausstellungsfläche beträgt auf drei Ebenen 1.500 Quadratmeter, für die Adaption des Hanuschhofs zum Museum war das Architekturbüro The Next Enterprise verantwortlich.

#### Bilder (Auswahl)
- Marc Chagall, Les Amoureux, 1916
- Gustav Klimt, Kirche in Unterach am Attersee, 1916
- Francis Bacon, Study for Portrait of Henrietta Moraes, 1964
- Andy Warhol, Four-Foot Flowers, 1964

Quelle mit Abbildungen: Leopold Museum.

### Luxusyachten

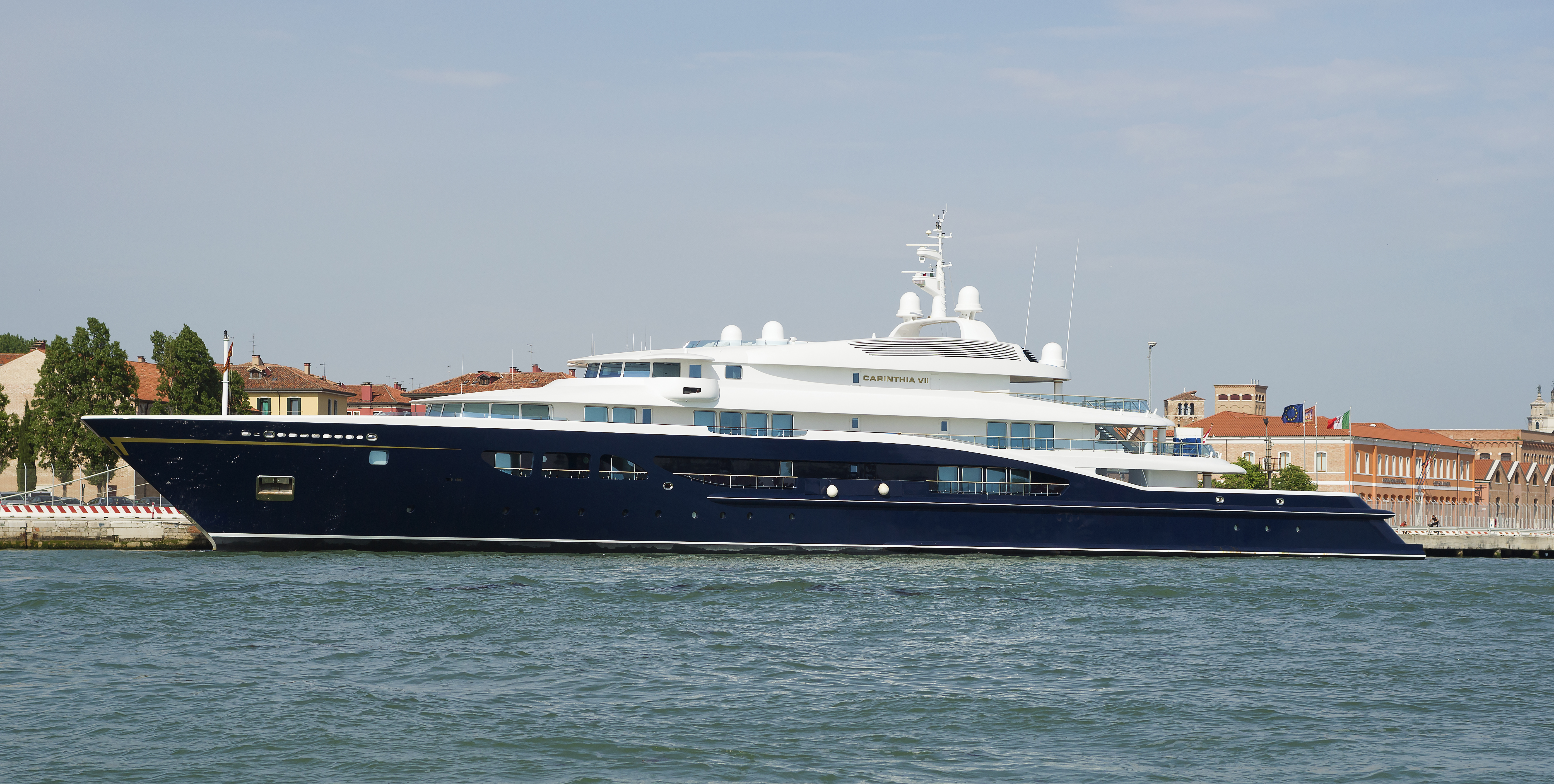
Heidi Hortens Yacht

Horten war Eignerin der Carinthia VII. Das Schiff zählt mit einer Länge von knapp 100 Metern zu den größten und luxuriösesten Privatyachten der Welt. Am Entwurf und der Gestaltung der viergeschoßigen Megayacht soll Heidi Horten selbst beteiligt gewesen sein. Die Umsetzung erfolgte durch den Londoner Designer Tim Heywood.
Die Vorgängerin Carinthia VI mit klassischem atlantikblauem Rumpf und schneeweißen Aufbauten, wie die spätere Carinthia VII gebaut bei der Lürssen-Werft in Bremen, wurde noch von Helmut Horten in Auftrag gegeben. Der Bau der Yacht soll 100 Millionen Euro gekostet haben. Die Carinthia VII wurde 2022 für 95 Millionen Euro zum Verkauf angeboten und für eine ungenannte Summe verkauft.

### Ibiza-Affäre
In einem im Juli 2017 heimlich gefilmten Video, das im Mai 2019 dem Spiegel und der Süddeutschen Zeitung zugespielt wurde, behauptet der damalige FPÖ-Parteivorsitzende Heinz-Christian Strache, dass Milliardäre wie René Benko, Gaston Glock und Heidi Horten sowie der Glücksspielkonzern Novomatic über einen Tarnverein der FPÖ unter Verletzung der Regelungen zur Parteienfinanzierung in Österreich für den Wahlkampf der FPÖ spenden würden. Alle im Video als Spender genannten Personen und Firmen bestritten noch am selben Tag die Vorgänge.
Hingegen spendete Horten im Jahr 2018 rund 588.000 Euro und im Jahr 2019 rund 343.000 Euro an die ÖVP. Da die Spenden auf mehrere Einzelbeträge von unter 50.000 Euro aufgeteilt wurden, mussten sie nicht sofort veröffentlicht werden.

## Auszeichnungen
- 2014: Kärntner Landesorden in Silber
- 2018: Österreichisches Ehrenkreuz für Wissenschaft und Kunst[24]
- 2019: Kärntner Landesorden in Gold[25][26]